# Panografie

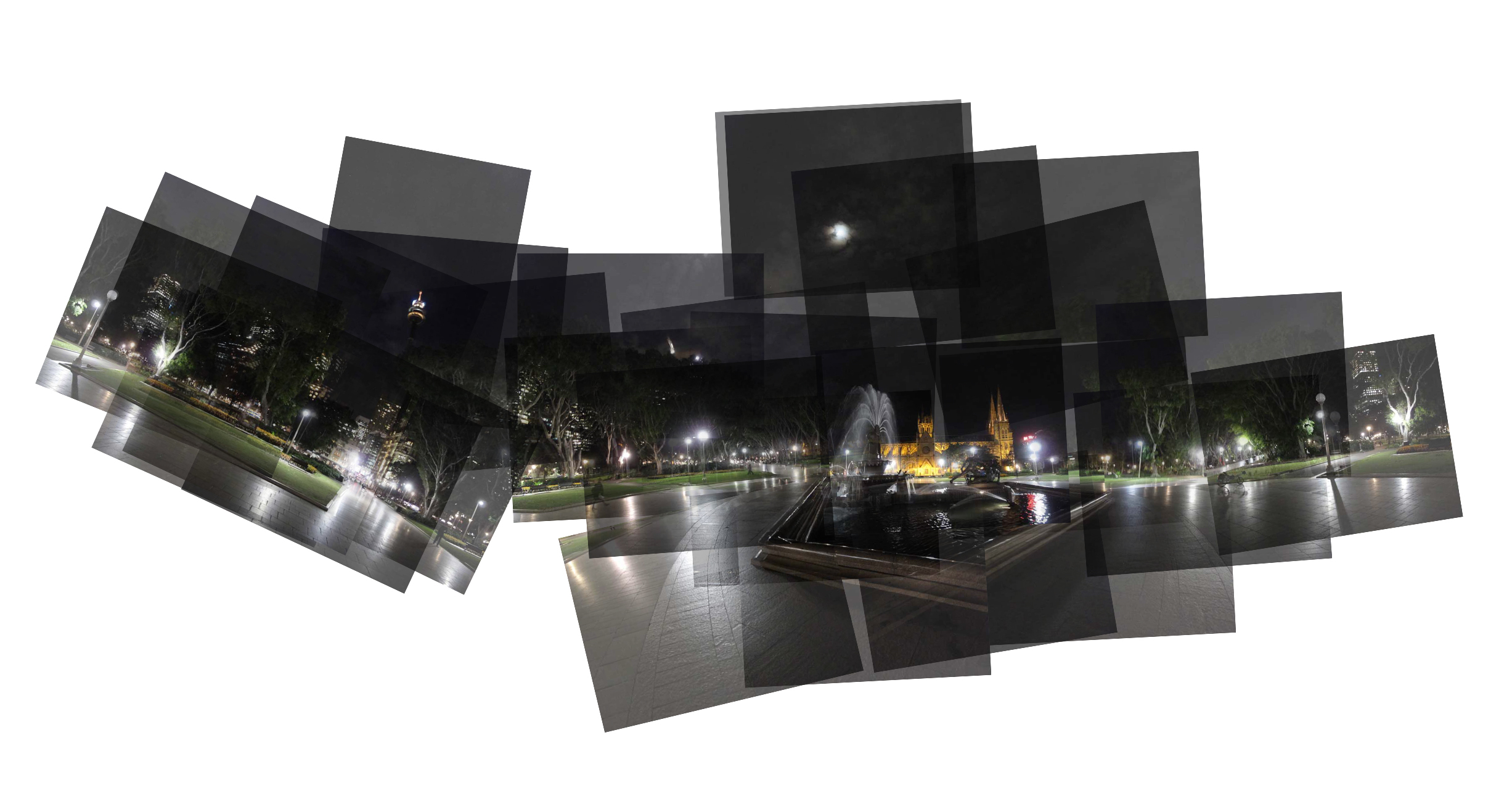
Panografie Hyde Parku v Sydney v noci

Panografie je fotografická technika, při které je jeden obrázek sestaven z několika překrývajících se fotografií. Může být provedena ručně s vytištěnými fotografiemi nebo pomocí softwaru na úpravu obrazu.

## Popis
Panografie mohou připomínat širokoúhlý nebo panoramatický pohled na scénu, podobné efektu segmentování v panoramatické fotografii nebo snímků skládaných sešíváním (image stitching). Panografie se liší tím, že překrývající se hrany mezi sousedními obrázky se neodstraňují, jejich okraj se stává součástí obrazu. Panografie je tedy typem fotografické montáže a podmnožinou koláže.

## Historie
Jedním z prvních, kdo se technikou významně zabýval v 80. letech 20. století byl umělec David Hockney. Své panografie nazýval spojky (joiners)..

## Galerie

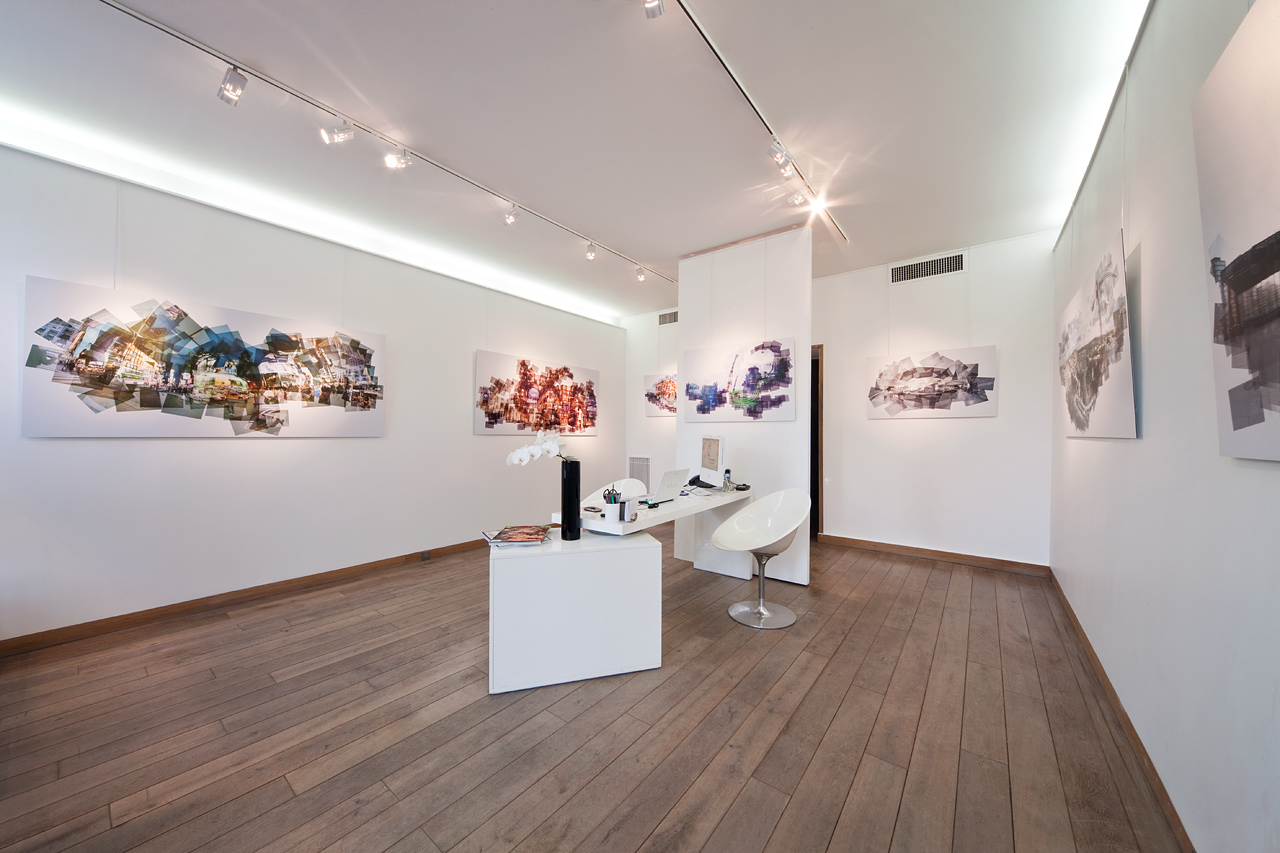
Výstava panografií v galerii
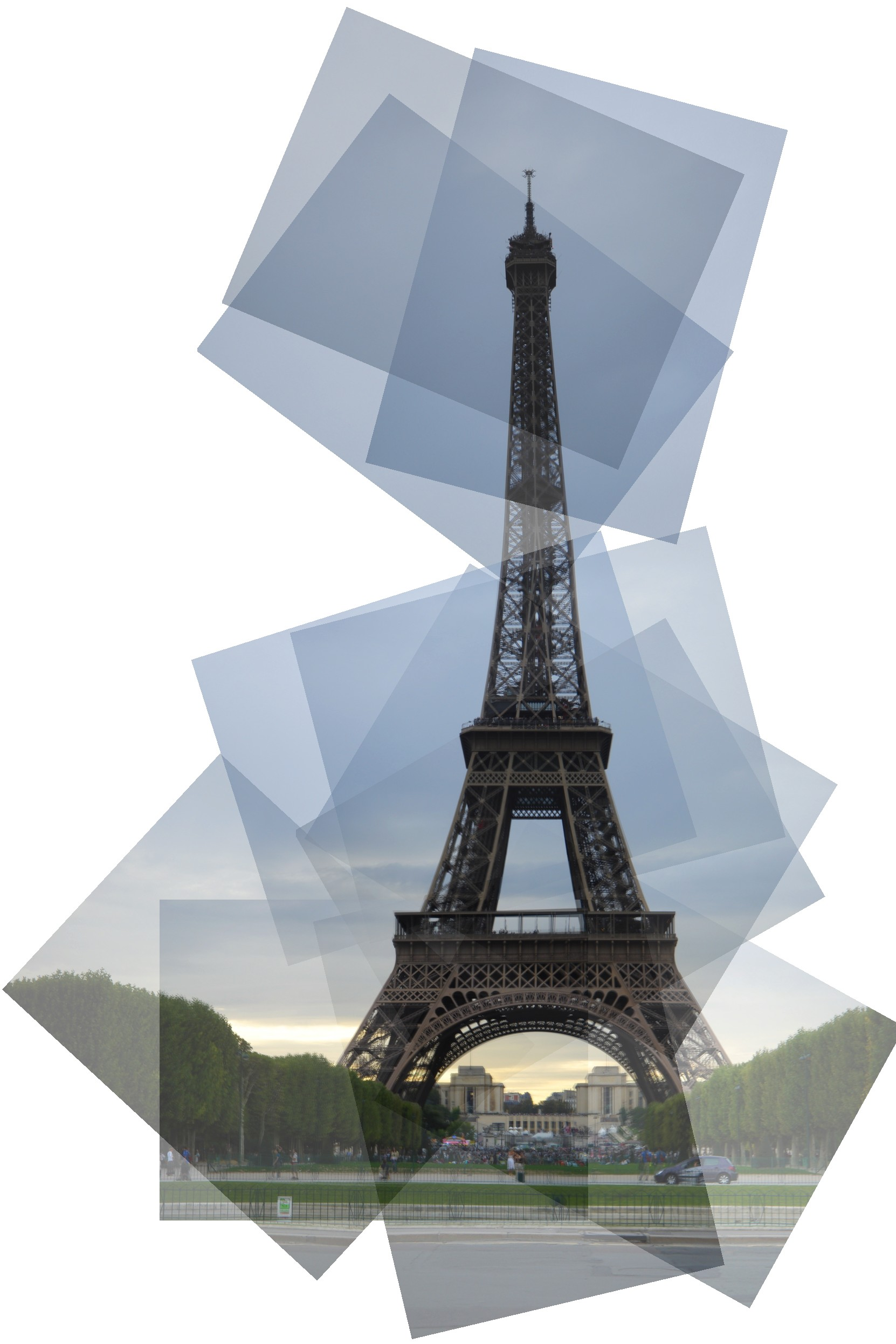
Eiffelova věž, foto: Alexandre Duret-Lutz
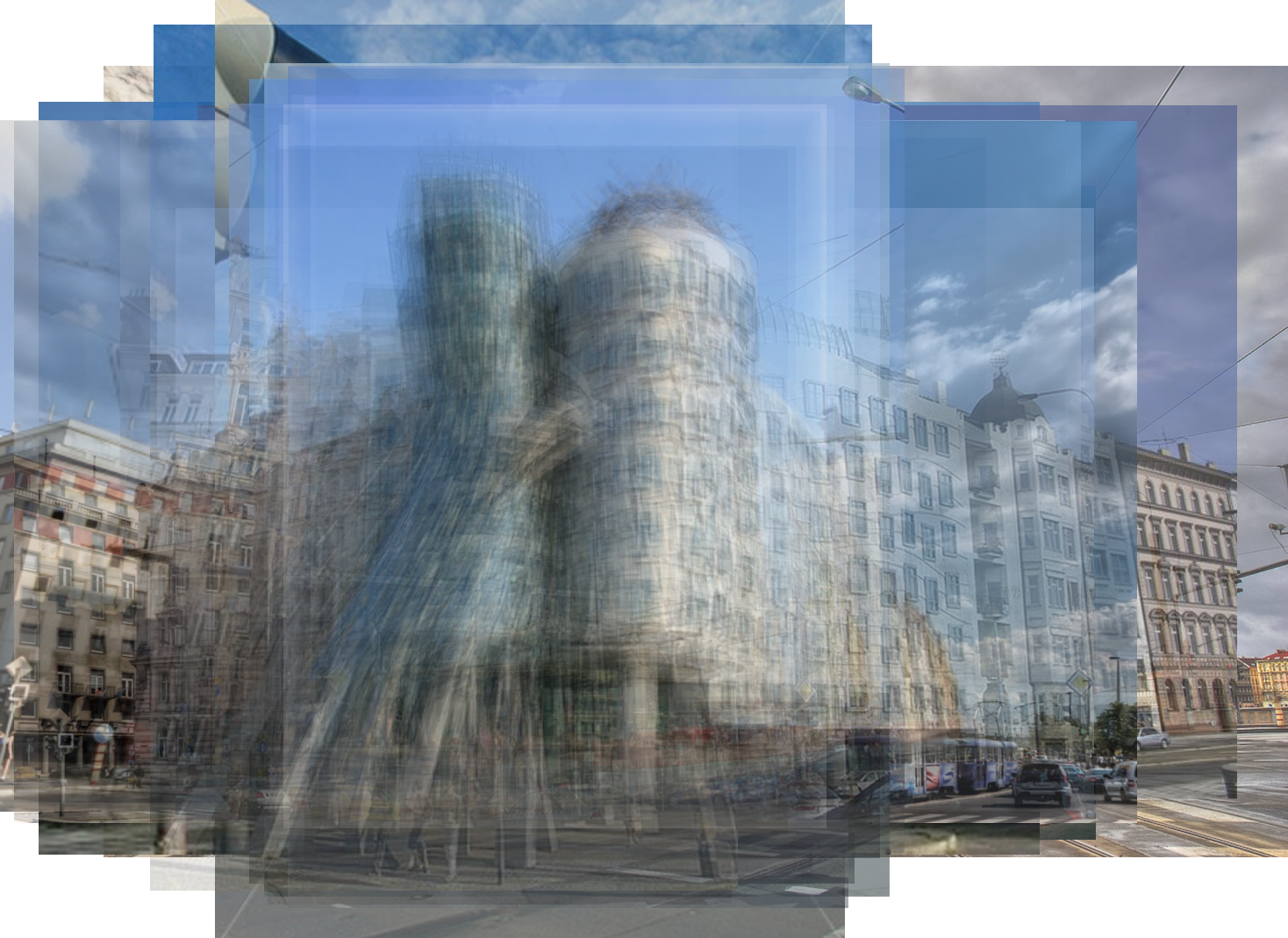
Tančící dům na panografii